# Cisna (gromada)
Cisna – dawna gromada, czyli najmniejsza jednostka podziału terytorialnego Polskiej Rzeczypospolitej Ludowej w latach 1954–1972.
Gromady, z gromadzkimi radami narodowymi (GRN) jako organami władzy najniższego stopnia na wsi, funkcjonowały od reformy reorganizującej administrację wiejską przeprowadzonej jesienią 1954 do momentu ich zniesienia z dniem 1 stycznia 1973, tym samym wypierając organizację gminną w latach 1954-1972.
Gromadę Cisna z siedzibą GRN w Cisnej utworzono – jako jedną z 8759 gromad na obszarze Polski – w powiecie leskim w woj. rzeszowskim na mocy uchwały nr 25/54 WRN w Rzeszowie z dnia 5 października 1954. W skład jednostki weszły obszary dotychczasowych gromad Cisna, Buk, Dołżyce, Habkowce, Jaworzec, Kalnica, Krzywe, Liszna, Łopienka, Łuh, Przysłup, Smerek, Strubowiska, Wetlina, Zawój i Żubracze ze zniesionej gminy Cisna oraz obszar dotychczasowej gromady Solinka ze zniesionej gminy Wola Michowa w tymże powiecie. Dla gromady ustalono 9 członków gromadzkiej rady narodowej.
W 1971 roku gromada Cisna liczyła 1732 mieszkańców, zamieszkujących miejscowości: Buk (44), Cisna (332), Dołżyca (121), Habkowce (15), Jaworzec (0), Kalnica (129), Krzywe (56), Liszna (211), Łopienka (0), Łuh (0) Przysłup (84), Smerek (111), Solinka (53), Strzebowiska (44), Wetlina (388), Zawój (0) i Żubracze (144).
1 listopada 1972, w związku ze zniesieniem powiatu leskiego, gromada weszła w skład nowo utworzonego powiatu bieszczadzkiego w tymże województwie.
Gromada przetrwała do końca 1972 roku, czyli do kolejnej reformy gminnej. 1 stycznia 1973 – tym razem w powiecie bieszczadzkim – reaktywowano gminę Cisna (od 2002 gmina Cisna znajduje się ponownie w powiecie leskim).